# Forschungsreaktor München
Der Forschungsreaktor München (FRM) in Garching bei München wurde am 31. Oktober 1957 als erster Forschungsreaktor in Deutschland in Betrieb genommen. Er gehört zur Technischen Universität München (TUM). Der Reaktor wurde am 28. Juli 2000 abgeschaltet. Er wurde durch die benachbart liegende  Forschungs-Neutronenquelle Heinz Maier-Leibnitz (Forschungsreaktor München II) ersetzt.

## Denkmalschutz
Wegen seiner von Gerhard Weber entworfenen eiförmigen Kuppel, oft als Garchinger Atom-Ei bezeichnet, die auch Bestandteil des Wappens der Stadt Garching im Landkreis München ist, steht der Reaktor unter Denkmalschutz. Der Anblick der Einrichtung östlich der Bundesautobahn 9 in der Nähe der Anschlussstelle Garching-Nord ist charakteristisch.

## Geschichte

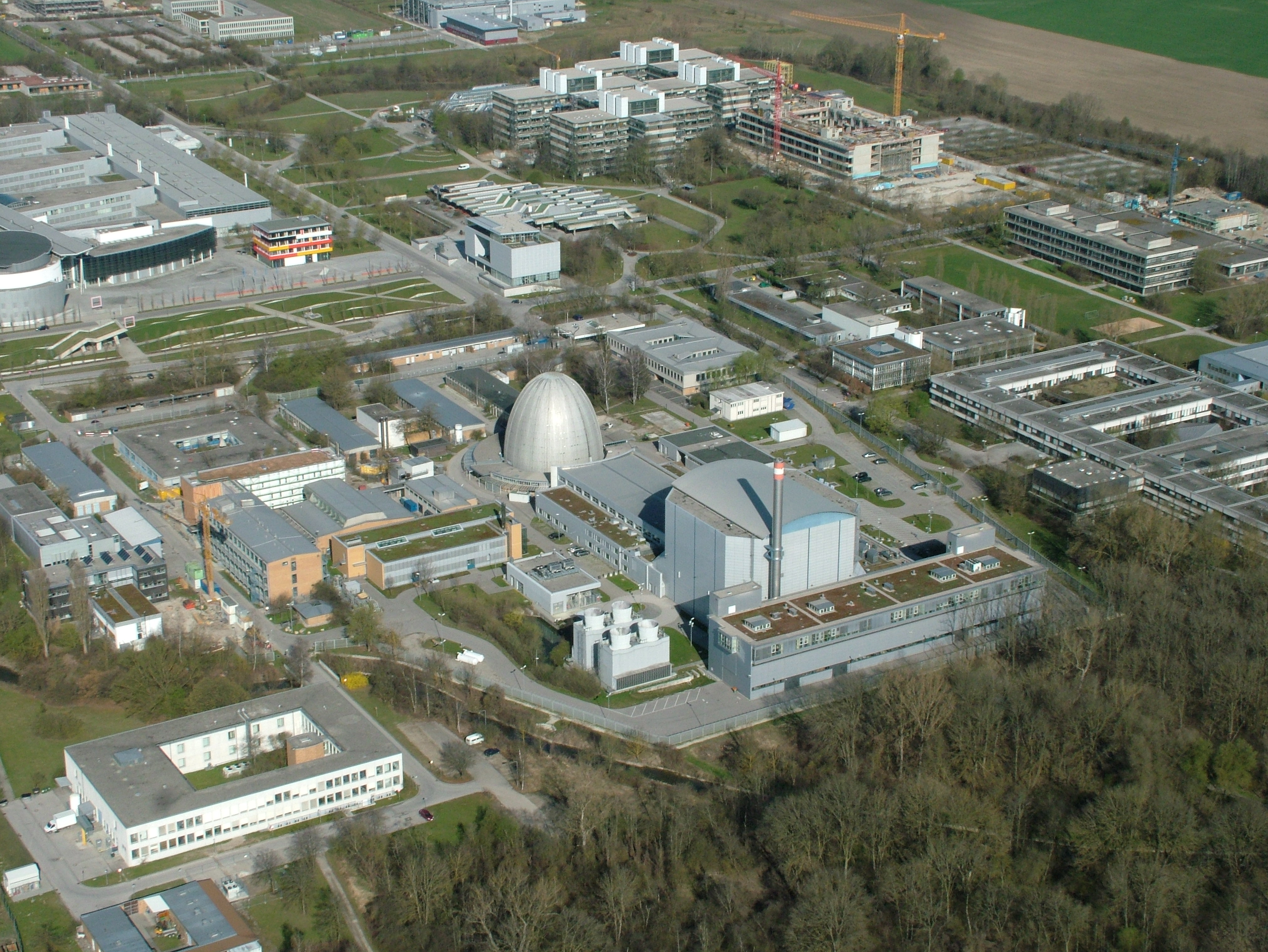
Luftaufnahme, Stand 2011

Die Grundsatzentscheidung für den Bau des Forschungsreaktors wurde vom Physiker Heinz Maier-Leibnitz angeregt, der dann auch erster wissenschaftlicher Leiter wurde. Baubeginn war der 6. November 1956. Die Inbetriebnahme erfolgte am 31. Oktober 1957. 1958 wurde Lothar Köster als zunächst stellvertretender und ab 1960 als Technischer Direktor des FRM berufen. Das Atomei war damit die erste kerntechnische Anlage in der Bundesrepublik Deutschland. Ab Mitte der 80er Jahre gab es Planungen, den FRM in seiner Leistungsfähigkeit zu erhöhen. Der Wissenschaftsrat empfahl 1992 jedoch den Neubau eines leistungsfähigeren Forschungsreaktors. Die Abschaltung des FRM erfolgte am 28. Juli 2000, der FRM II wurde am 2. März 2004 erstmals angefahren.
Das „Ei“ soll entkernt werden, das heißt, die radioaktiven Bestandteile sollen aus dem Inneren entfernt werden. Danach soll es als Nebengebäude für den FRM II dienen. Die Zeit für den Rückbau wurde 2014 auf 10 bis 15 Jahre veranschlagt. In der Reaktorhalle können bis zur Erneuerung der Lüftungsanlage keine Rückbautätigkeiten ausgeführt werden. Derzeit (Stand August 2024) läuft die Planung dieser Anlage.

## Technik
Beim Forschungsreaktor München handelte es sich um einen Schwimmbadreaktor/MTR mit einer thermischen Leistung von 4 MW. Er diente als Neutronenquelle für die Forschung. Die erzielbare Neutronenflussdichte lag bei 6,6 × 1012 n/(cm² s).